# Milan Ciganović

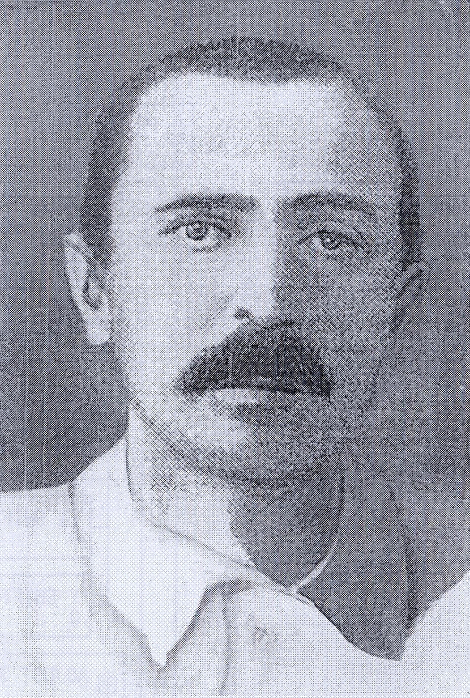
Milan Ciganović

Milan Ciganović (serbisch: Милан Цигановић) (* 1888; † 1. September 1927) war ein serbischer Terrorist. Durch seine Taten wurde der Mordanschlag auf den österreichisch-ungarischen Thronfolger Franz Ferdinand und dessen Ehefrau Sophie möglich. Hierdurch wurde die Julikrise ausgelöst, die zum Ersten Weltkrieg führte. 

## Beschreibung
Ciganovic war ein Mitglied der Narodna Odbrana, einer geheimen nationalistischen Organisation. Offiziell war Ciganovic bei der serbischen Eisenbahn beschäftigt. An die späteren Attentäter Nedeljko Čabrinović, Gavrilo Princip und Trifko Grabež überreichte er Waffen und Gift. In dem Belgrader Park Topčider erteilte Ciganovic Princip Schießunterricht. 
Nach dem Attentat geriet er zügig ins Fadenkreuz der Ermittlungen, so schrieb der leitende Ermittler in Sarajewo, Sektionsrat Friedrich Wiesner, in seinem Bericht vom 13. Juli 1914 an das kaiserliche und königliche (k. u. k.) Außenministerium u. a.:

„Mitwissenschaft serbischer Regierung an der Leitung des Attentats oder dessen Vorbereitung und Beistellung der Waffen durch nichts erwiesen oder auch nur zu vermuten. Es bestehen vielmehr Anhaltspunkte, dies als ausgeschlossen anzusehen. Durch Aussagen Beschuldigter kaum anfechtbar festgestellt, daß Attentat in Belgrad beschlossen und unter Mitwirkung serbischen Staatsbeamten Ciganović' und Major Tankošic' vorbereitet, von welchen beiden Bomben, Brownings, Munition und Zyankali beigestellt.“

Der australische Historiker Christopher Clark vermutet, dass Ciganovic, ein V-Mann des serbischen Ministerpräsidenten Nikola Pašić innerhalb der konspirativen serbischen Offiziersorganisation Schwarze Hand war. Nach dem Krieg erhielt er vom jugoslawischen Staat ein Grundstück als Prämie. Dort arbeitete er dann als Bauer.